# Black Eyes (gruppo musicale)
I Black Eyes sono un gruppo post-hardcore statunitense, formatosi nel 2001.

## Storia del gruppo
I Black Eyes si sono formati a Washington nell'agosto del 2001. Il primo lavoro pubblicato è stato un disco in vinile con due brani, Some Boys/Shut Up, I Never.
Nel 2002 hanno inciso uno split con gli Early Humans e, nel 2003, l'album di debutto omonimo.
Nel 2004, dopo aver pubblicato l'album Cough ed il singolo Shut Up, I Never, si sono sciolti nel mese di marzo.

## Formazione
- Daniel Martin-McCormick - voce, chitarra
- Jacob Long - basso
- Mike Kanin - batteria

## Discografia

### Album studio
- 2003 - Black Eyes
- 2004 - Cough

### Singoli
- 2002 - Some Boys/Shut Up, I Never
- 2002 - Have Been Murdered Again/Ranil Talk to the Tigers (split con gli Early Humans)
- 2004 - Shut Up, I Never